# Jørgen Niclasen

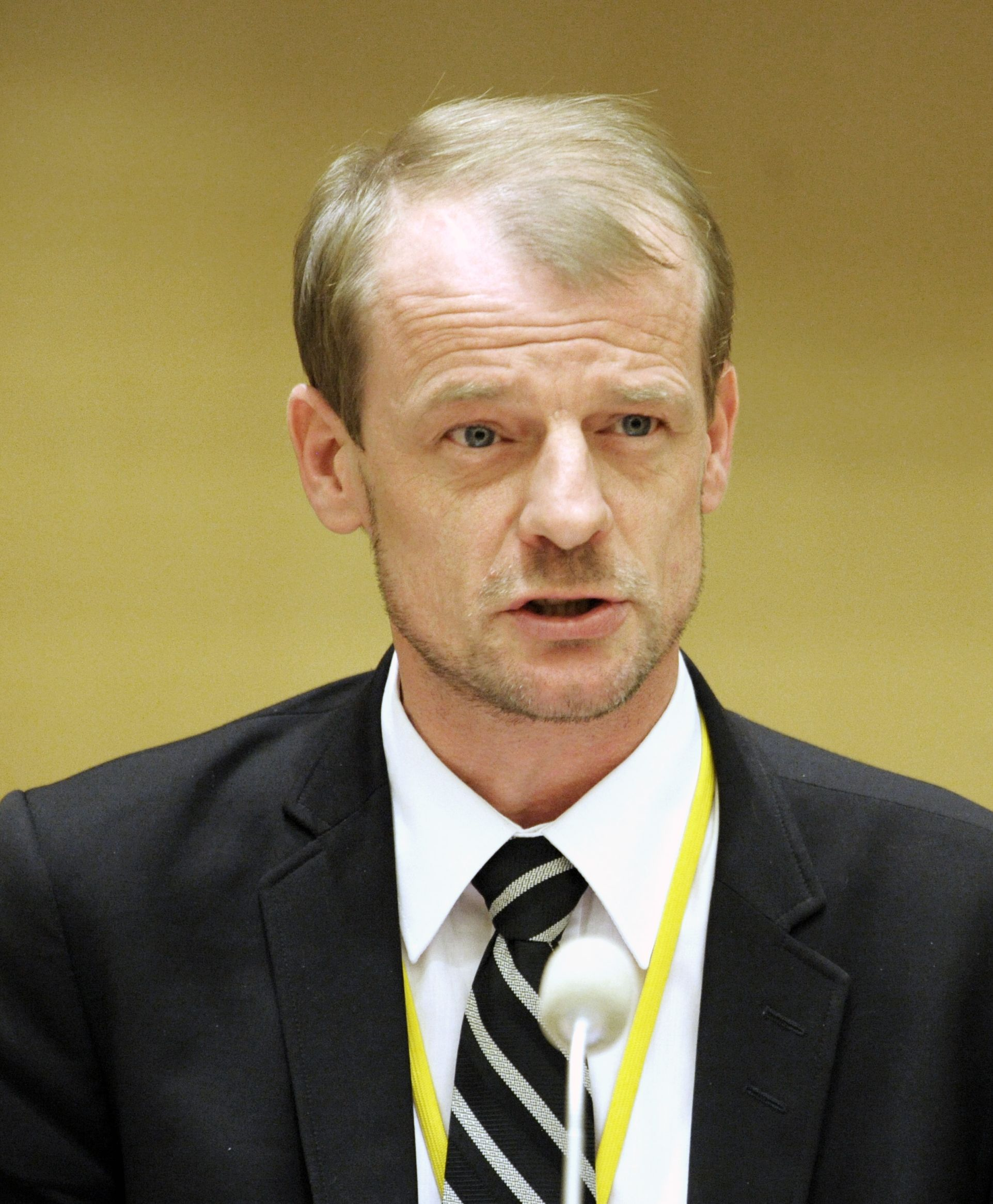
Jørgen Niclasen

Jørgen Niclasen  (* 17. Januar 1969 in Sørvágur) ist ein färöischer Geschäftsmann und Politiker. Er ist derzeit Vorsitzender und Parlamentsabgeordneter des bürgerlich-konservativen Fólkaflokkurin und hatte von 2004 bis 2008 den Fraktionsvorsitz inne. Er war weiterhin von 1998 bis 2003 Fischereiminister, von September 2008 bis Januar 2011 Außenminister sowie stellvertretende Ministerpräsident und von 2011 bis 2015 Finanzminister in der Landesregierung der Färöer.

## Ausbildung und Beruf
Jørgen Niclasen machte 1988 einen Abschluss an der mathematisch-physikalischen Abteilung (Studentsprógv mat/fys. deild) des Schulzentrums in Hoydalar.
Anfang der 1990er Jahre leitete er die Geschäfte beim Familienunternehmen p/f N. Niclasen.
Von 1990 bis 1991 war er Mitglied im Vorstand von Atlantic Airways. Von 1994 bis 1998 war er Leiter im Fischverarbeitungsbetrieb p/f Tomba und zur selben Zeit sowie von 2003 bis 2008 hatte er auch die Leitung des Handelsunternehmens Niclasen sp/f inne, wo er zusätzlich noch Miteigentümer war.

### Politik
Jørgen Niclasen saß als Vertreter 1989, 1990 sowie von 1991 bis 1993 für Svend Aage Ellefsen im färingischen Parlament. Seit Juli 1994 ist er gewählter Abgeordneter im Løgting, lediglich unterbrochen durch die Zeiten als Minister in der Landesregierung. Er war weiterhin seit Anfang der 1990er Jahre Mitglied in zahlreichen Parlamentsausschüssen.
In die Landesregierung der Färöer trat er zum ersten Mal im Dezember 1998 als Fischereiminister unter Ministerpräsident Anfinn Kallsberg ein und blieb bis Anfang 2003 in diesem Amt.
Von 2004 bis 2008 hatte den Fraktionsvorsitz des Fólkaflokkurin im Løgting inne und 2007 wurde er zum Vorsitzenden seiner Partei gewählt.
Von September 2008 bis Januar 2011 war er in der Landesregierung Johannesen I Außenminister sowie stellvertretende Ministerpräsident und von 2011 bis 2015 in der Landesregierung Johannesen II Finanzminister.
Im September 2015 musste er nach der verlorenen  Wahl seinen Ministersessel räumen und ihn seiner Nachfolgerin Kristina Háfoss überlassen. Er ist seitdem Abgeordneter im Løgting.

## Familie
Seine Eltern sind Hervør und Niclas Niclasen. Er ist verheiratet mit Annelena Vest Niclasen und das Paar hat drei Kinder.